# Bartonia verna
Bartonia verna är en gentianaväxtart som först beskrevs av André Michaux, och fick sitt nu gällande namn av Henry Ernest Muhlenberg och Asa Gray. Bartonia verna ingår i släktet Bartonia och familjen gentianaväxter. Inga underarter finns listade i Catalogue of Life.